# Nageia nagi
Espèce
Statut de conservation UICN

 NT  : Quasi menacé
Nageia nagi est une espèce de conifères de la famille des podocarpacées nommé par Carl Peter Thunberg. Il est parfois nommé incorrectement Podocarpus nagi.

## Description
L'écorce, de couleur brun-pourpre, commence par être lisse avant de se déliter par larges bandes.
Les feuilles sont opposées et plus larges que celles des autres podocarpacées. Elles sont vert foncé, de consistance coriace, avec des veines très visibles disposées parallèlement. Elles se terminent par une pointe tandis que leur base est effilée.
Les fleurs mâles sont disposées de manière semblable à des chatons de 2,5 cm de long. Les fleurs femelles sont solitaires ou en paires.

## Répartition et habitat
Cette espèce est présente en Chine, à Taiwan et au Japon. Elle pousse sur les collines et en basse montagne entre 200 et 1 200 m d'altitude.